# 前野以禮
前野 以禮（まえの もちのり）は、江戸時代後期ごろの武士で、阿波徳島藩蜂須賀家に仕えた。初め駒助を称していたとされ、通称には三平を用いた。阿波前野氏嫡流自有系の妾腹次男に産まれたのち嫡男とされた。

## 生涯
以禮は、阿波徳島藩御奉行役の前野延左衛門自房の次男に生まれた。『蜂須賀家家臣成立書并系図』には「妾腹」と記されており、母親は自房の妾で以禮は庶子である。
初め前野駒助と称し、後に元服して前野三平以禮と名乗った。庶子であったためか、同母兄弟と同じく阿波前野氏の通し字である「自」の字が諱に用いられていない。
正妻は阿波前野家の縁戚である郷司家の郷司直方の娘を迎えた。郷司直方の母は前野自常の次女で、以禮の祖父前野自路の姉であるため、以禮の正室は又従兄弟にあたる。正妻との間に女子が一人いたが、早世した。
天明7年（1877年）3月23日、既に早世した異母弟であり、自房の妾腹でない唯一の男子であった前野彌三郎に代わって、自房の庶長子で以禮の同母兄にあたる前野有鄰が嫡子に定められた。しかし文化2年（1805年）4月7日、有鄰は父に先立って病死したため、自房の次男つまり有鄰の同母次弟である以禮が嫡子に定められ、阿波前野氏自有系の世継ぎとなった。
しかし有鄰の死の3年後の文化5年（1808年）9月8日、以禮も父に先立って病死する。
最終的に自房の死後、末子で妾腹の與四郎が前野延左衛門信之として家督を継承した。

## 氏族
前野氏は、桓武天皇皇子の良岑安世を始祖とする良岑氏の系統 で、平安時代後期に創設された氏である。立木田高成の子である前野高長が母の生地にちなんで荘園に前野（現在の愛知県江南市前野町〜大口町辺り）と名付けてそれを家号とし、その曾孫の前野時綱が自らの名字としたのが始まりとされている。宗家前野長康婿養子の前野忠康（舞兵庫）の養子である前野自性が讃岐前野氏初代となって讃岐高松藩生駒家に仕えたが、生駒騒動を起こして一党は切腹及び死罪となり、自性次男の自有が阿波に移って阿波前野氏初代となった。

## 系譜
- 祖父：前野延左衛門自賢
- 父：前野延左衛門自房
- 母：自房妾
- 正妻：郷司孫右衛門直方娘
  - 女子：早世